# Sci nautico ai XVI Giochi del Mediterraneo
Le competizioni relative allo sci nautico ai XVI Giochi del Mediterraneo si svolgeranno nel Lungomare di Pescara. Il luogo di gara si trova a circa 15 km dal Villaggio Mediterraneo.
Per questo sport sono state organizzate le seguenti prove (sia maschili che femminili):
- Slalom
- Figure
- Wakebord: freestyle

per un totale di 8 medaglie d'oro messe in palio.
Ogni Paese può iscrivere al massimo 2 concorrenti uomini e 2 donne per prova, con un massimo di 4 uomini e 4 donne per Nazione.

## Calendario
Le gare seguiranno il seguente calendario:
| ● | Competizioni | ● | Finali |

| Giugno/Luglio |    |    |    |    |    |    |    |    |    |
| 26            | 27 | 28 | 29 | 30 | 01 | 02 | 03 | 04 | 05 |
|               | ●  | ●  | ●  |    |    |    |    |    |    |

## Podi
| Evento    | Oro               | Perform. | Argento             | Perform. | Bronzo                | Perform. |
| Slalom    |                   |          |                     |          |                       |          |
| Maschile  | Matteo Luzzeri    | 12.00    | Jean Baptiste Faisy | 12.00    | George Hatzis         | 12.00    |
| Femminile | Anais Amade       | 12.00    | Clementine Lucine   | 12.00    | Evdokia Liakou        | 12.00    |
| Figure    |                   |          |                     |          |                       |          |
| Maschile  | Alexandre Poteau  | 10080    | Matteo D'Alberto    | 9360     | Nikolaos Plytas       | 7840     |
| Femminile | Clementine Lucine | 8220     | Iris Cambray        | 7780     | Angeliki Andriopoulou | 5540     |
| Wakeboard |                   |          |                     |          |                       |          |
| Maschile  | Giuliano Molli    | 65.11    | Lucas Langlois      | 57.12    | Riccardo Santori      | 56.45    |
| Femminile | Ginevra Gentile   | 53.56    | Lauriane Masson     | 50.78    | Giulia Pronesti       | 26.56    |

## Medagliere
| Posizione | Paese   |   |   |   | Totale |
| --------- | ------- | - | - | - | ------ |
| 1         | Francia | 3 | 5 | 0 | 8      |
| 2         | Italia  | 3 | 1 | 2 | 6      |
| 3         | Grecia  | 0 | 0 | 4 | 4      |
| Totale    | Totale  | 6 | 6 | 6 | 18     |